# Milicia Keijzer
Milicia Keijzer (Alkmaar, 17 aprile 2003) è una calciatrice olandese, difensore del Milan.

## Carriera

### Club
Keijzer si appassiona al calcio fin da giovanissima, decidendo di tesserarsi con il Telstar e rimanendovi fino all'estate 2017, anno in cui il club di Velsen decise di sciogliersi per ricostituirsi ad Alkmaar come nuova società.
Quell'anno decise quindi di proseguire l'attività con il neocostituito VV Alkmaar, giocando inizialmente nelle sue formazioni giovanili per essere poi aggregata alla prima squadra nella stagione 2018-2019. Il debutto in Eredivisie, massimo livello del campionato olandese di categoria, avviene il 15 novembre 2019, quando il tecnico Corina Dekker decide di utilizzarla nella sconfitta esterna per 4-0 con l'Ajax dell'8ª giornata di campionato, rilevando in quell'occasione Louise Bos al 63'.
Nel 2020 Keijzer decide di trasferirsi all'Ajax, venendo inizialmente aggregata al Talententeam, la squadra riserve del club, giocandovi due stagioni prima di essere promossa in prima squadra. Alla guida di Suzanne Bakker fin dal suo arrivo al club di Amsterdam, segue il tecnico in prima squadra dalla stagione 2022-2023, ritornando a calcare un campo in Eredivisie il 25 novembre 2022, all'2ª giornata di campionato, rilevando Ashleigh Weerden all'82' della netta vittoria esterna per 7-2 sul Telstar.
Il 21 giugno 2023, dopo aver condeiviso con le compagne il suo primo trofeo, il titolo di Campione dei Paesi Bassi 2022-2023, Keijzer firma il rinnovo del contratto che la lega all'Ajax al club di Amsterdam fino a giugno 2024. La stagione 2023-2024 è ricca di soddisfazioni, con apparizioni regolari in campionato, 13 presenze per lei in Eredivisie, la conquista della Coppa dei Paesi Bassi 2023-2024 e il debutto in UEFA Women's Champions League, dopo che non aveva ancora avuto occasione di essere aggregata alla rosa nei precedenti tornei UEFA per club, marcando 10 presenze nell'edizione 2023-2024 condividendo il percorso della squadra fino al termine della fase a gironi.
La successiva stagione si trova ad affrontare un grave problema familiare, la morte della madre, che ne condiziona la disponibilità per il nuovo tecnico Hesterine de Reus rimanendo a lungo in panchina, ritornando a giocare soltanto a 5 giornate dal termine del campionato, dalla trasferta con il PSV del 22 marzo 2025.
Il 31 maggio 2025, viene annunciato il suo trasferimento a titolo definitivo a parametro zero al Milan, in Serie A, con cui firma un contratto annuale, valido a partire dal 1º luglio seguente; qui, ritrova l'allenatrice Suzanne Bakker.

### Nazionale
Keijzer inizia a essere convocata dalla Federcalcio olandese fin dai 15 anni d'età, facendo tutta la trafila delle giovanili dall'under 16 alla formazione under 19.
Dopo aver disputato il torneo di perfezionamento UEFA e la Nordic Cup con la prima tra il dicembre 2018 e il luglio 2019, nell'ottobre 2019 è in rosa con la formazione under 17 che affronta la prima fase di qualificazione all'Europeo di Svezia 2020, marcando 2 presenze prima della decisione di cancellare il torneo come deterrente alla diffusione della pandemia di COVID-19 in Europa alle quali si aggiungono tre amichevoli. marca infine una sola presenza in under 19, nell'amichevole con il Messico under 20 del 21 settembre 2021 come preparazione delle nordamericane alle qualificazioni all'edizione di Repubblica Domenicana 2022 del campionato CONCACAF under 20.

## Statistiche

### Presenze e reti nei club
Statistiche aggiornate al 31 maggio 2025.
| Stagione        | Squadra         | Campionato      | Campionato | Campionato | Coppe nazionali | Coppe nazionali | Coppe nazionali | Coppe continentali | Coppe continentali | Coppe continentali | Altre coppe | Altre coppe | Altre coppe | Totale | Totale |
| Stagione        | Squadra         | Comp            | Pres       | Reti       | Comp            | Pres            | Reti            | Comp               | Pres               | Reti               | Comp        | Pres        | Reti        | Pres   | Reti   |
| --------------- | --------------- | --------------- | ---------- | ---------- | --------------- | --------------- | --------------- | ------------------ | ------------------ | ------------------ | ----------- | ----------- | ----------- | ------ | ------ |
| 2019-2020       | VV Alkmaar      | ED              | 1          | 0          | CO              | -               | -               | -                  | -                  | -                  | SO          | 0           | 0           | 1      | 0      |
| 2021-2022       | Ajax            | ED              | 0          | 0          | CO              | -               | -               | -                  | -                  | -                  | EC+SO       | -           | -           | 0      | 0      |
| 2022-2023       | Ajax            | ED              | 5          | 0          | CO              | -               | -               | UWCL               | -                  | -                  | EC+SO       | -           | -           | 5      | 0      |
| 2023-2024       | Ajax            | ED              | 13         | 0          | CO              | 4               | 0               | UWCL               | 10                 | 0                  | EC+SO       | 1+1         | 0+0         | 29     | 0      |
| 2024-2025       | Ajax            | ED              | 5          | 0          | CO              | -               | -               | UWCL               | -                  | -                  | EC+SO       | -           | -           | 5      | 0      |
| Totale Ajax     | Totale Ajax     | Totale Ajax     | 23         | 0          | -               | 4               | 0               | -                  | 10                 | 0                  | -           | 2           | 0           | 39     | 0      |
| Totale carriera | Totale carriera | Totale carriera | 24         | 0          | -               | 4               | 0               | -                  | 10                 | 0                  | -           | 2           | 0           | 40     | 0      |

## Palmarès

### Club
- Campionato olandese: 1

2022-2023
- Coppa dei Paesi Bassi: 2

Ajax: 2021-2022, 2023-2024